# Alexander Helwig Wyant
Pour les articles homonymes, voir Wyant.
Alexander Helwig Wyant, né le 11 janvier 1836 à Evans Creek dans l'état de l'Ohio et mort le 29 novembre 1892 à New York dans l'État de New York, est un peintre américain. Il est notamment connu pour ses nombreux paysages du Nord-Est des États-Unis et plus particulièrement de la région de la Nouvelle-Angleterre qu'il réalise dans le style de l'Hudson River School.

## Biographie
Alexander Helwig Wyant naît à Evans Creek dans le comté de Tuscarawas dans l'état de l'Ohio en 1836. Il grandit dans la ville de Defiance et commence à travailler dans une fabrique de harnais puis comme peintre d'enseigne à Port Washington. En 1857, il découvre lors d'une exposition à Cincinnati les tableaux du peintre George Inness. Deux ans plus tard, il part à New York afin de le rencontrer et obtient en retour une lettre d'introduction auprès du banquier et viticulteur Nicholas Longworth, qui l'aide financièrement à étudier à New York en 1860, puis à Cincinnati au cours des deux années suivantes. En 1863, après la mort de son mécène, il s'installe à New York. En 1864, il expose pour la première fois à l'académie américaine des beaux-arts et découvre les œuvres des peintres de l'école de peinture de Düsseldorf. Il voyage alors en Europe afin d'étudier à l'académie des beaux-arts de Karlsruhe auprès du peintre norvégien Hans Fredrik Gude, puis visite la ville de Paris avant de découvrir les îles Britanniques, séjournant notamment à Londres et en Irlande.
Il rentre à New York en 1866 ou il poursuit sa carrière de peintre. Il rejoint la même année l'American Watercolor Society. Deux ans plus tard, il est élu à l'académie américaine des beaux-arts. Durant cette période, il voyage à plusieurs reprises dans le Nord-Est des États-Unis afin de trouver l'inspiration pour ces tableaux. En 1873, lors d'une expédition gouvernementale mené par l'explorateur George Wheeler, il visite le territoire du Nouveau-Mexique, mais des problèmes de santé l'amène à rentrer à New York. Il subit par la suite un accident vasculaire cérébral qui le laisse paralysé du bras droit. Il étudie alors auprès du peintre Joseph Oriel Eaton afin de peindre du bras gauche. Il passe ensuite ces étés dans les monts Adirondacks et ces hivers à New York ou il donne des cours à partir de 1874, ayant notamment comme élève le peintre Bruce Crane. En 1877, il participe à la fondation de la Society of American Artists (en) aux côtés des artistes Augustus Saint-Gaudens, Albert Pinkham Ryder, Robert Swain Gifford, Julian Alden Weir, John LaFarge, Walter Shirlaw, John Henry Twachtman et Louis Comfort Tiffany. 
En 1880, il épouse l'une de ces étudiantes, Arabella Locke, et devient père en 1882. En 1886, sa paralysie augmentant, il déménage dans le hameau d'Arkville (en) dans les montagnes Catskill ou il côtoie le peintre John Francis Murphy au sein d'une petite colonie d'artistes. En 1889, il reçoit une mention honorable lors de l'exposition universelle de Paris. Il continue à peindre jusqu'à sa mort en 1892, lors d'un séjour à New York.
Ces œuvres sont notamment visibles ou conservées au Brooklyn Museum, à l'Union League Club of New York et au Metropolitan Museum of Art de New York, à la National Gallery of Art et au Smithsonian American Art Museum de Washington, à la Addison Gallery of American Art (en) d'Andover, au Worcester Art Museum de Worcester, au Mead Art Museum d'Amherst, au Smith College Museum of Art de Northampton, au Detroit Institute of Arts de Détroit, au musée d'Art du comté de Los Angeles, au Cincinnati Art Museum de Cincinnati, à l'Akron Art Museum d'Akron, au Musée d'Art de Toledo, au Philadelphia Museum of Art et à la Pennsylvania Academy of the Fine Arts de Philadelphie, au Butler Institute of American Art de Youngstown, au Cleveland Museum of Art de Cleveland, au Portland Museum of Art (en) de Portland, au Milwaukee Art Museum de Milwaukee, au Rhode Island School of Design Museum de Providence, à la Yale University Art Gallery de New Haven, au Wadsworth Atheneum d'Hartford, au Lyman Allyn Art Museum (en) de New London, au Slater Memorial Museum (en) de Norwich, au New Britain Museum of American Art de New Britain, au musée d'Art de San Diego, au Santa Barbara Museum of Art (en) de Santa Barbara, au Parrish Art Museum de Water Mill, au Mint Museum (en) de Charlotte, au Carnegie Museum of Art de Pittsburgh, au musée d'Art de Dallas, au Bennington Museum (en) de Bennington, au Chrysler Museum of Art de Norfolk, au musée des Beaux-Arts de Virginie de Richmond, à l'Huntington Museum of Art d'Huntington, au Taubman Museum of Art (en) de Roanoke, au Flint Institute of Arts (en) de Flint, à l'Adirondack Museum (en) d'Indian Lake au California Palace of the Legion of Honor de San Francisco et au musée des Beaux-Arts de Budapest en Hongrie.

## Œuvres

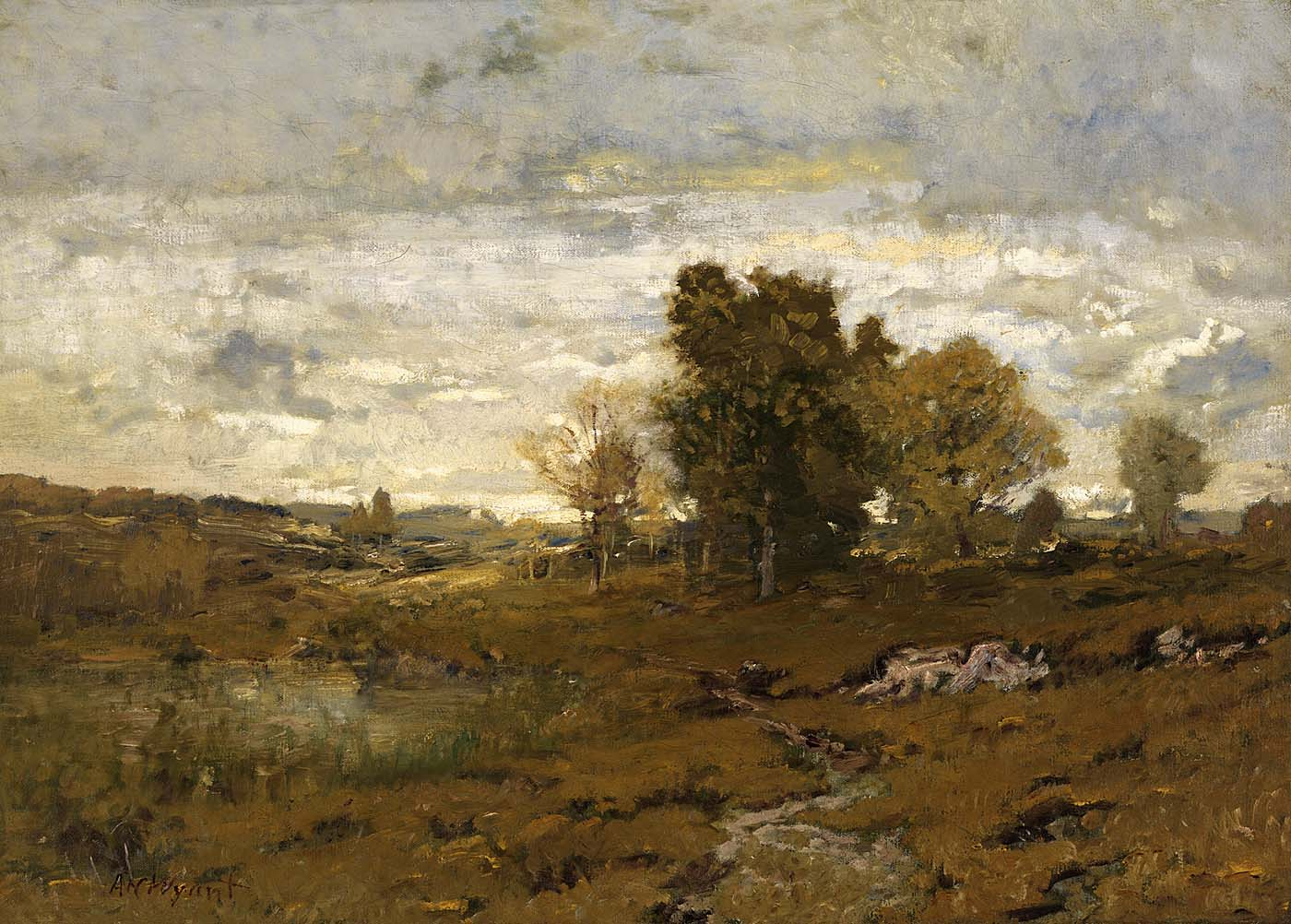
Autumn at Arkville, sans date
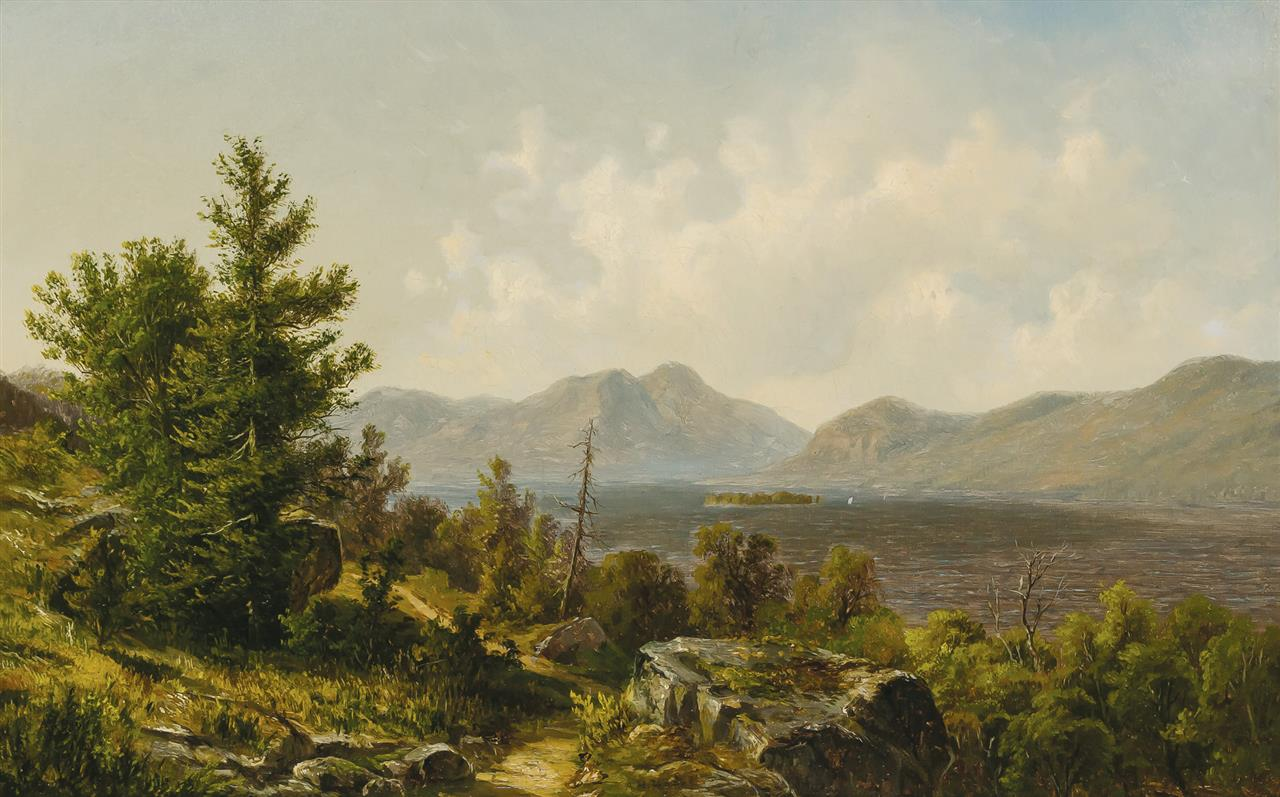
On the Hudson, entre 1860 et 1863
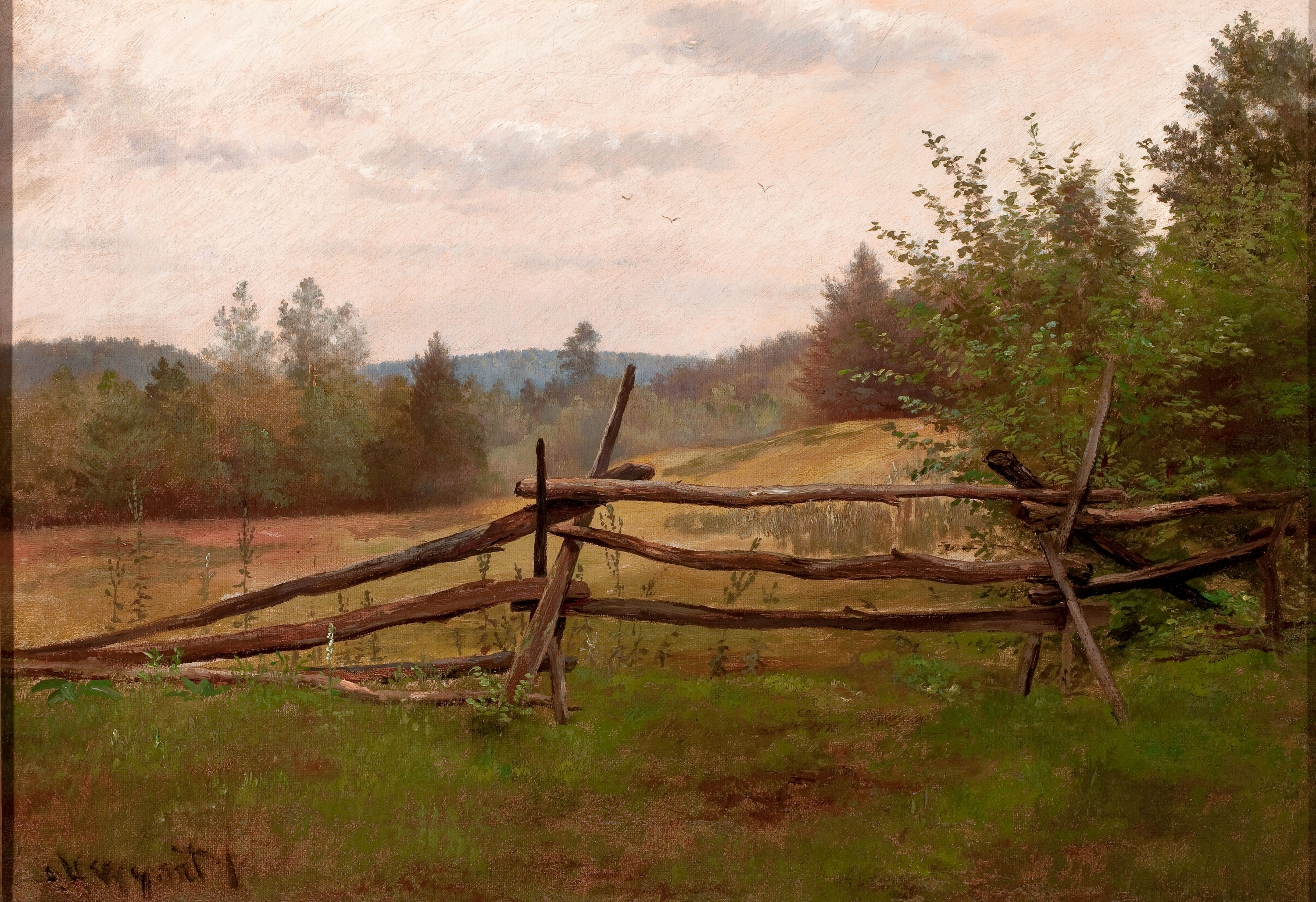
Split Rail Fence, entre 1860 et 1862
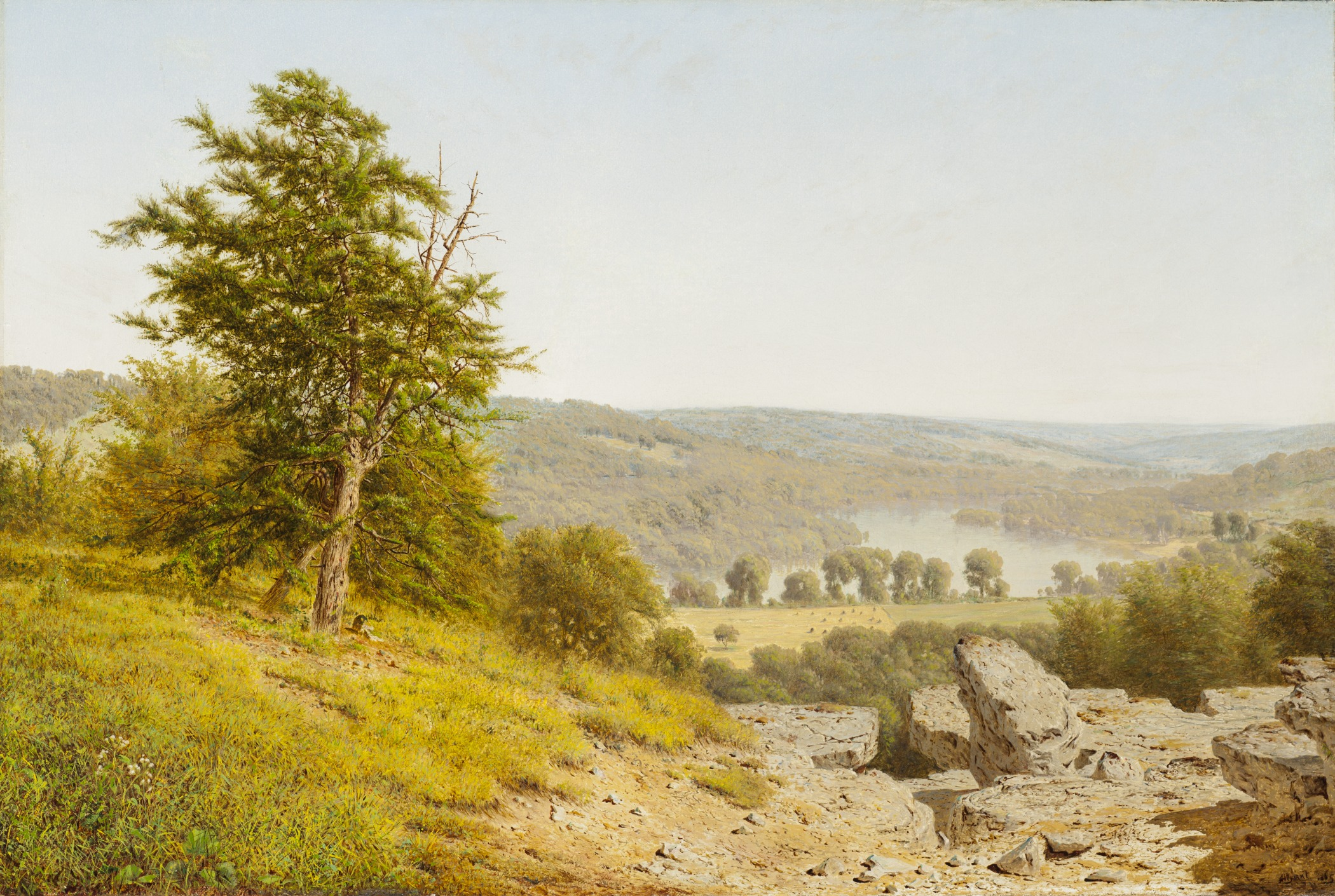
Landscape, 1865, Musée d'Art du comté de Los Angeles
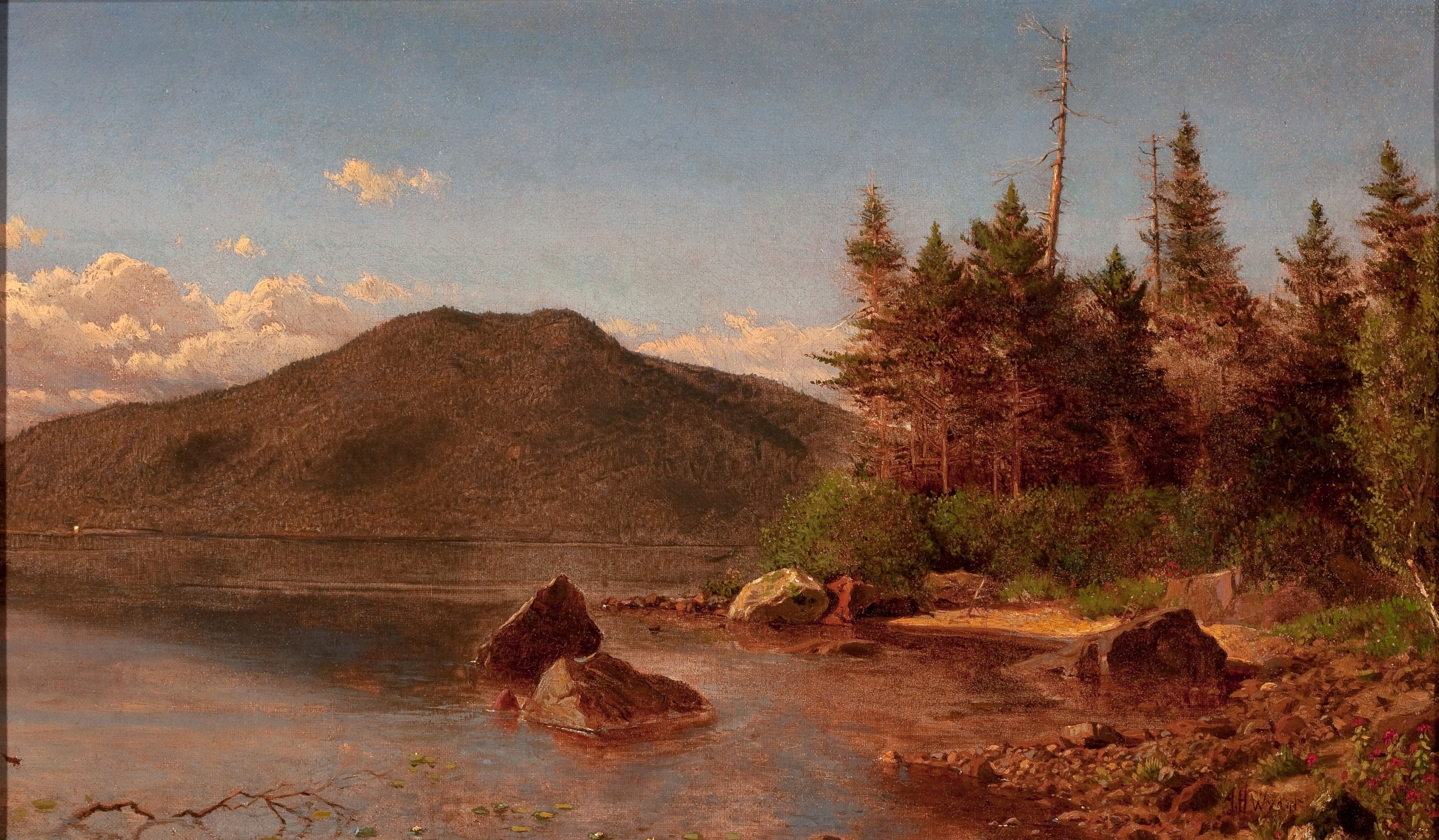
Adirondack Lake, entre 1868 et 1870
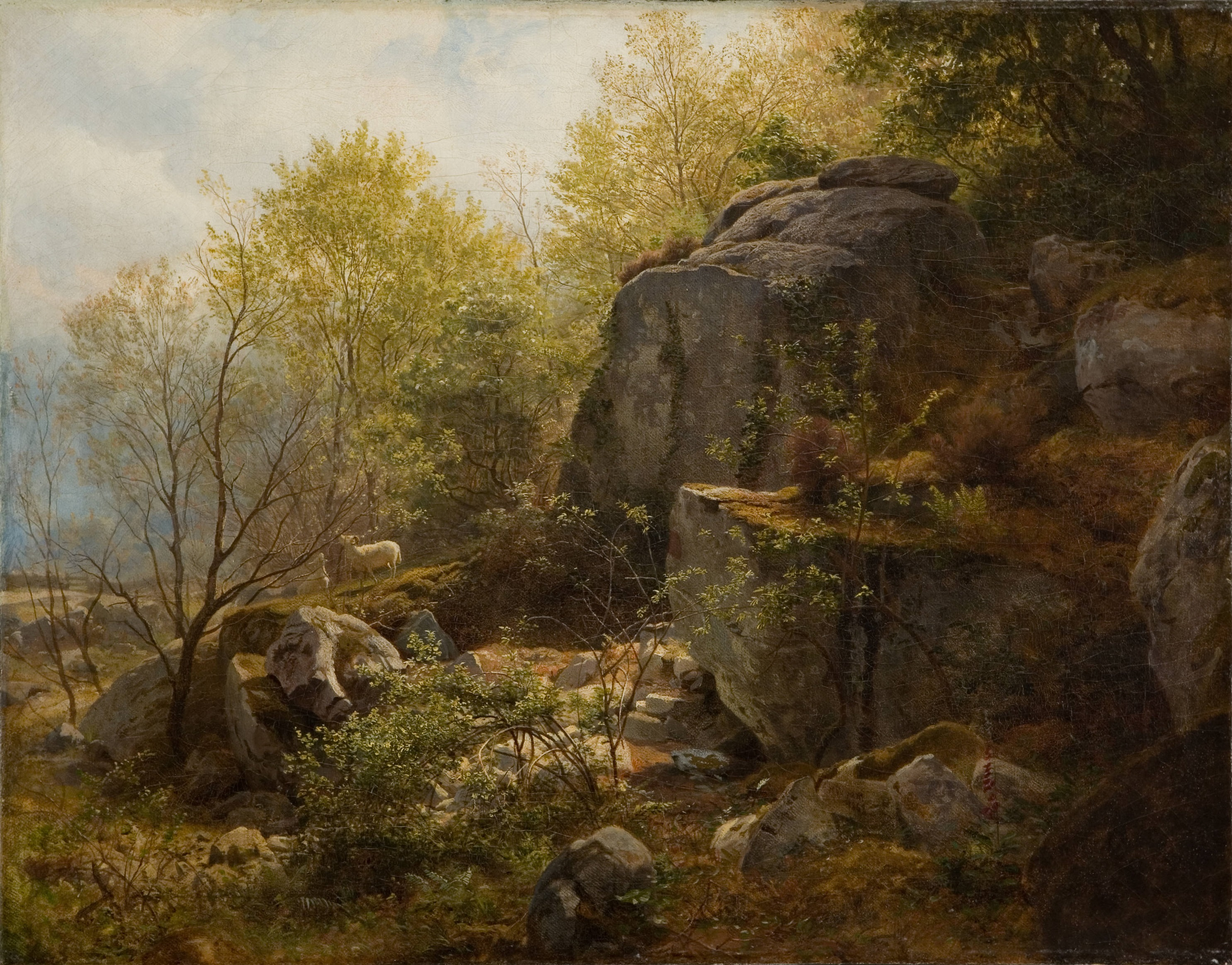
Near Conway, North Wales, 1868, David Owsley Museum of Art (en)
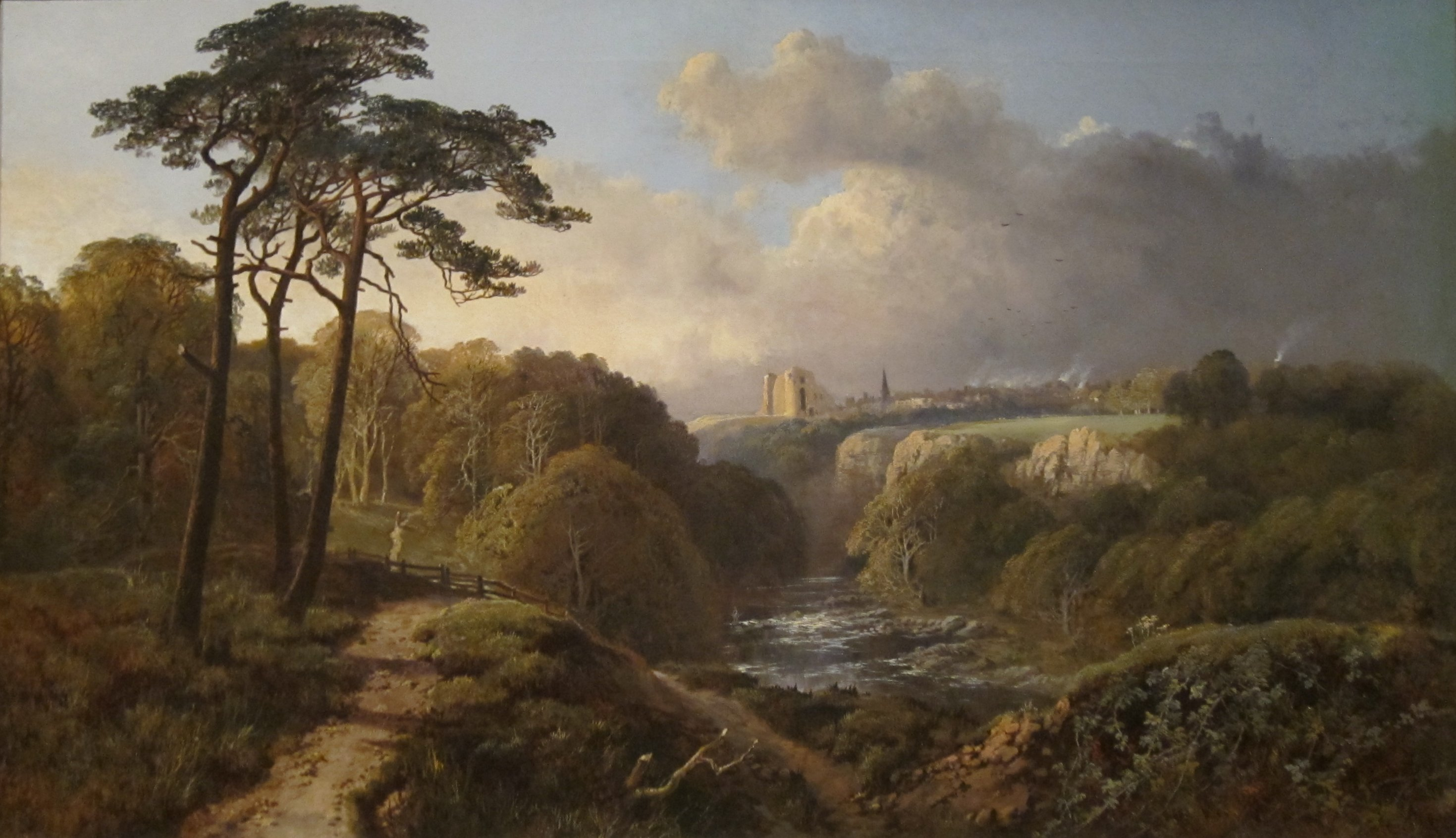
Derbyshire Landscape, 1871, Dayton Art Institute
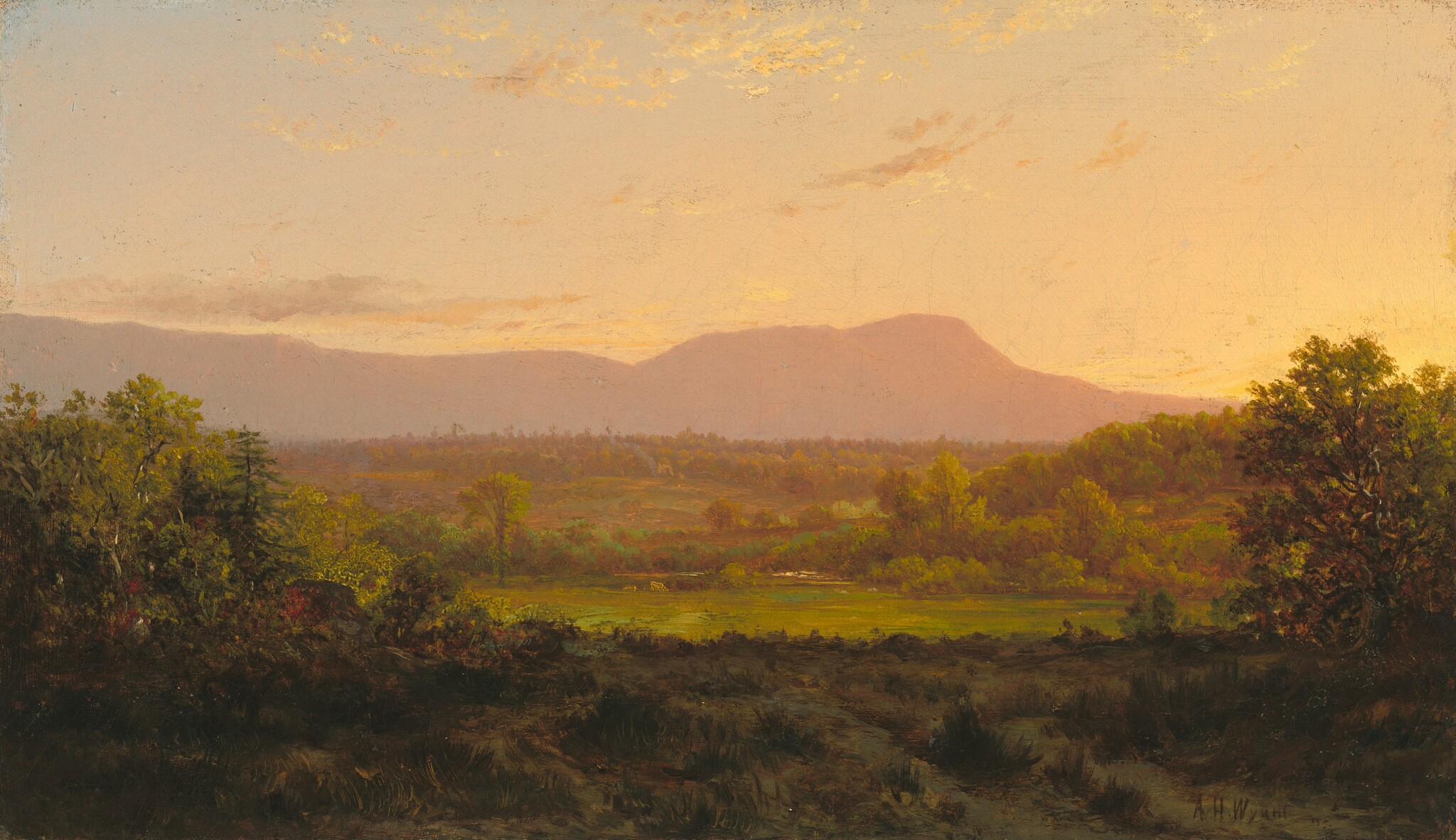
Peaceful Valley, vers 1872, National Gallery of Art
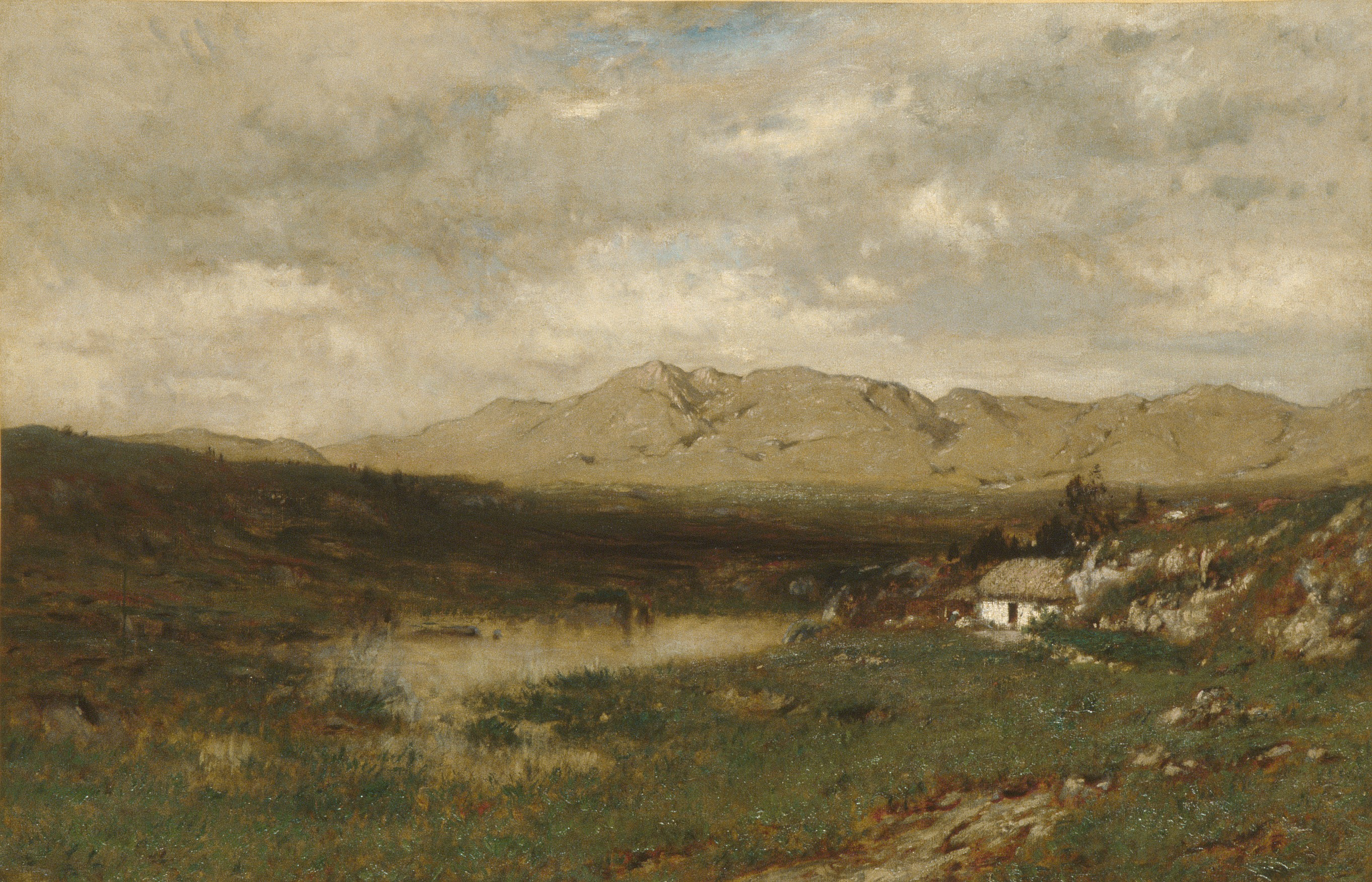
View in County Kerry, vers 1875, Metropolitan Museum of Art
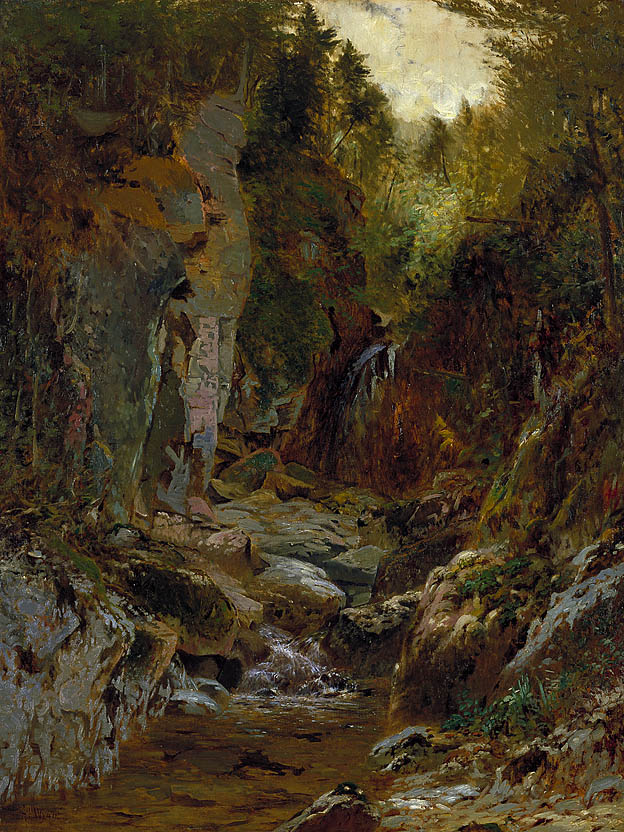
The Flume, Opalescent River, Adirondacks, vers 1875, Smithsonian American Art Museum
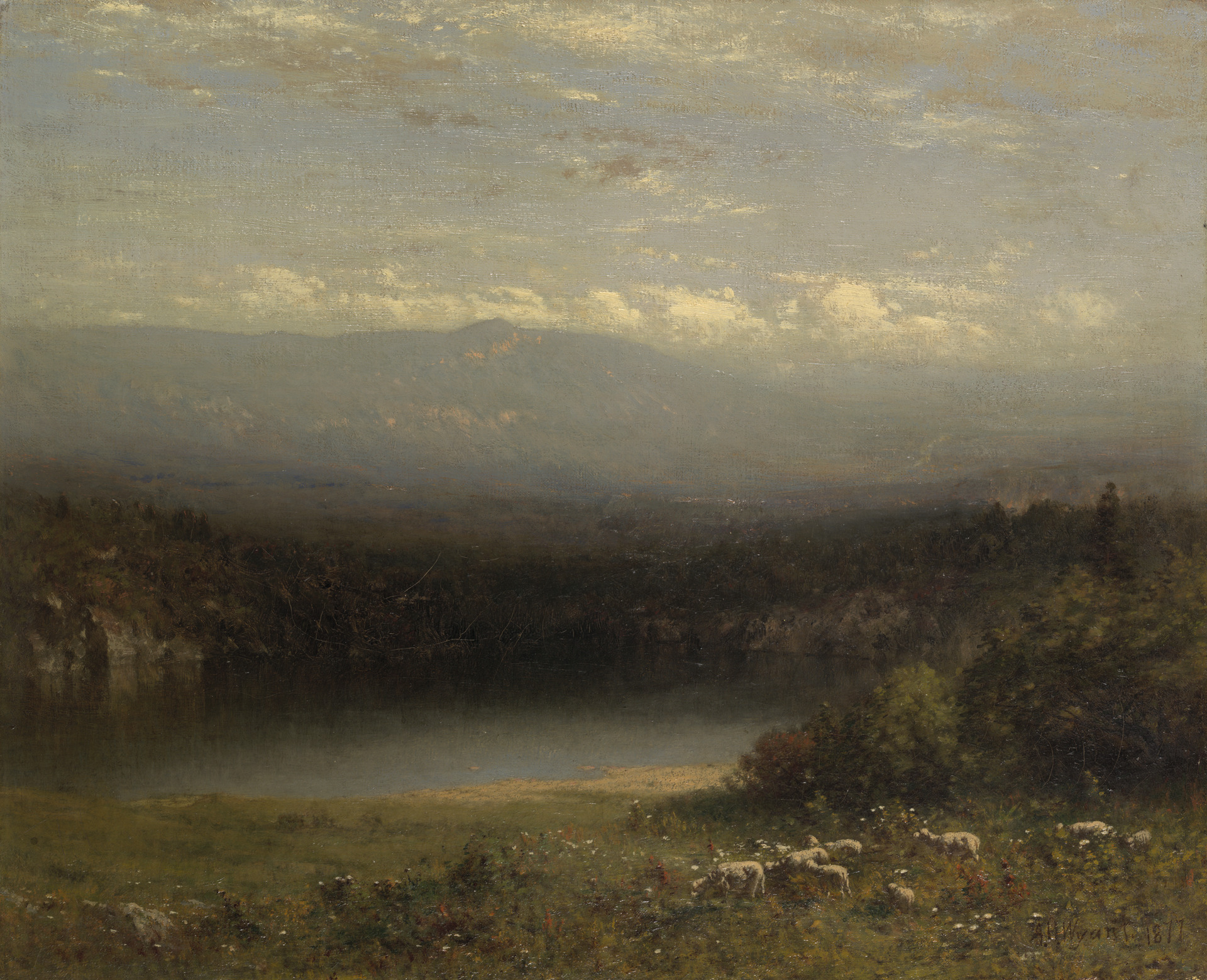
Mountain Lake, 1877, Yale University Art Gallery
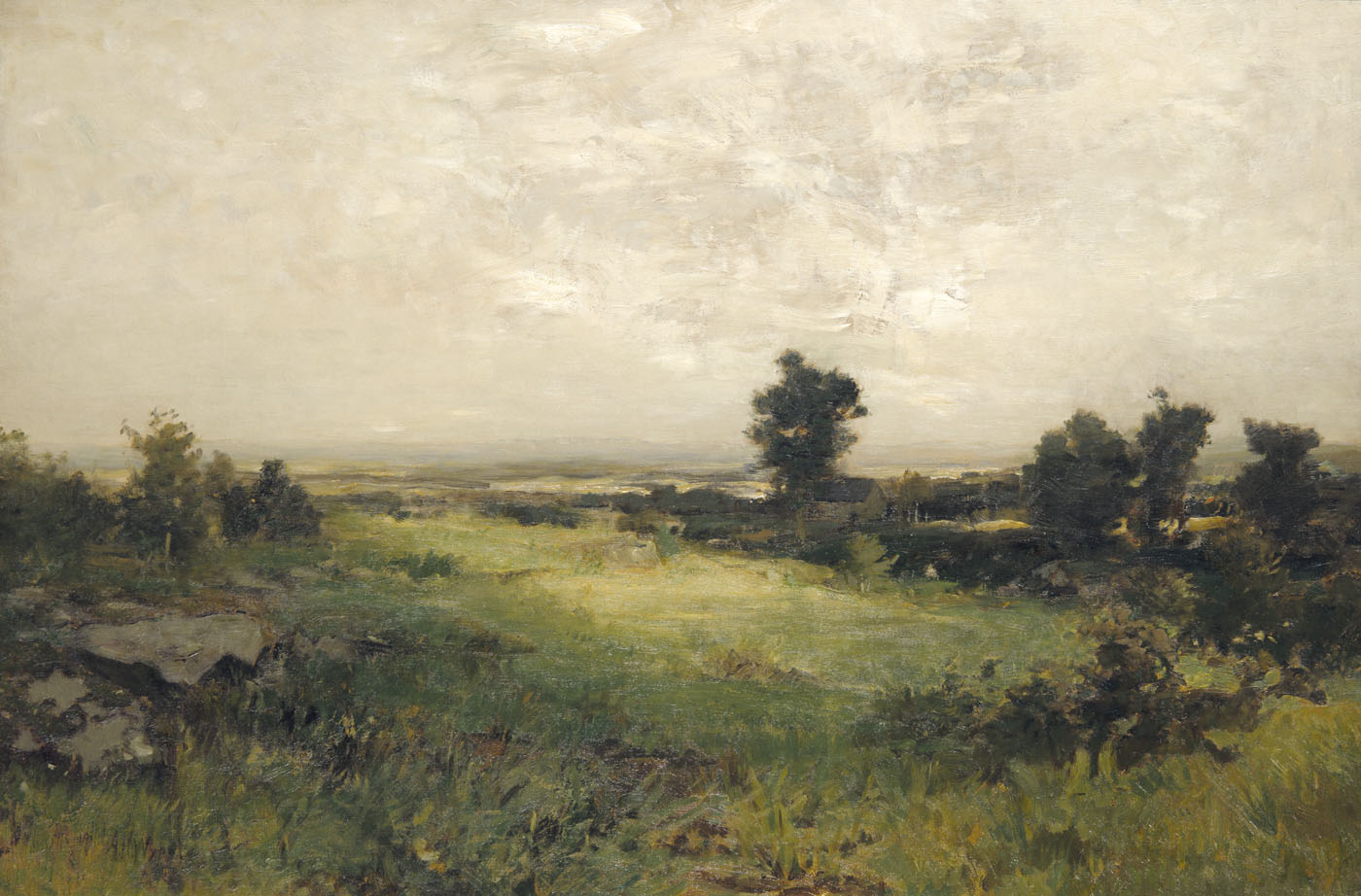
Housatonic Valley, vers 1880-1890, Smithsonian American Art Museum
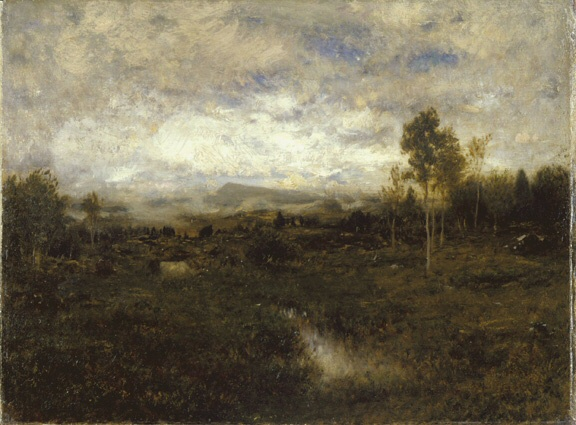
Landscape, Morning, 1882-1883, Rhode Island School of Design Museum
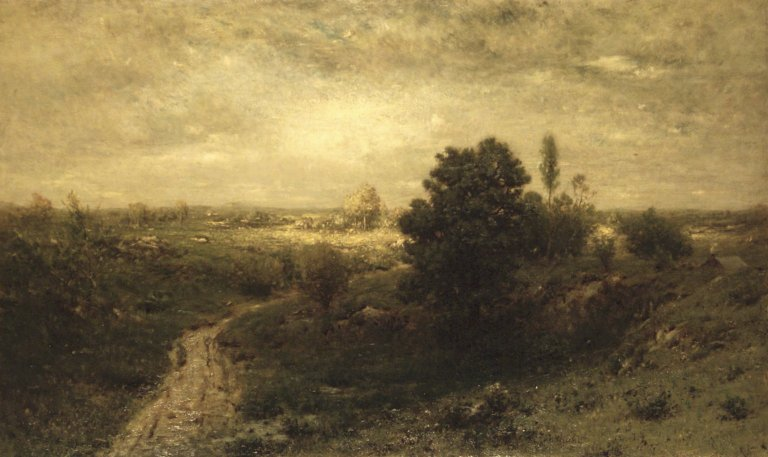
Keene Valley, entre 1884 et 1886, Brooklyn Museum
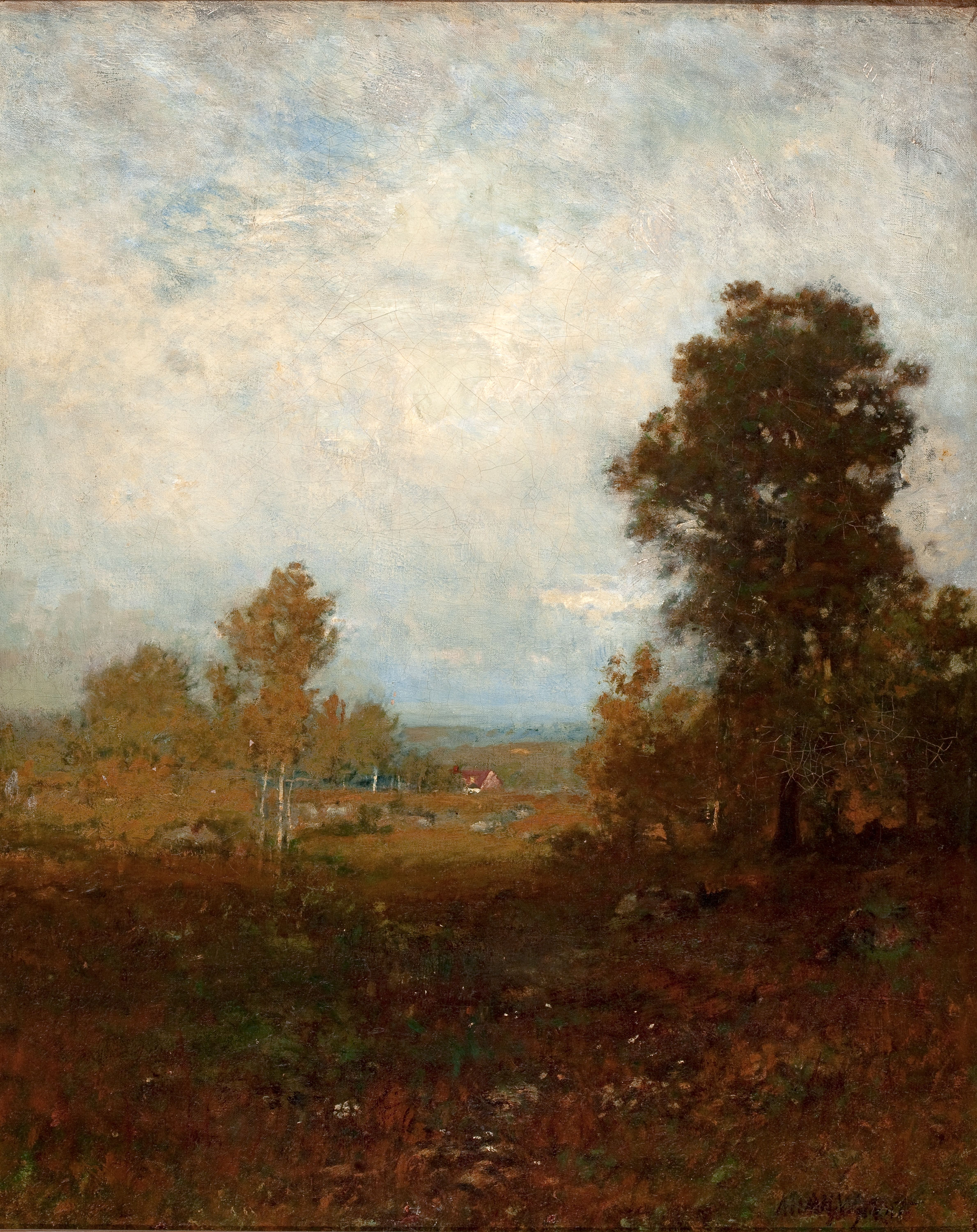
Pastoral Landscape, vers 1875
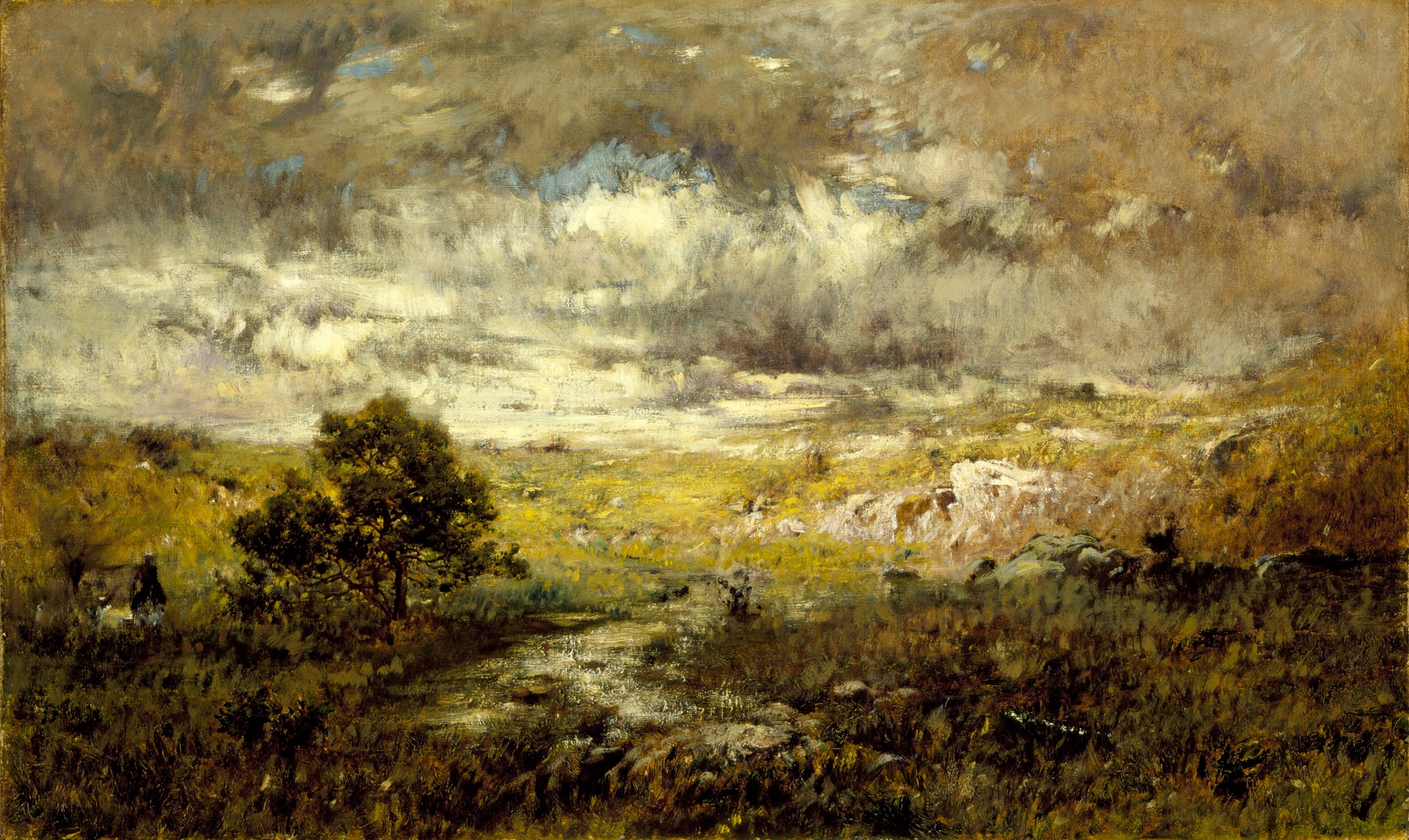
Any Man's Land, sans date, Musée d'Art du comté de Los Angeles
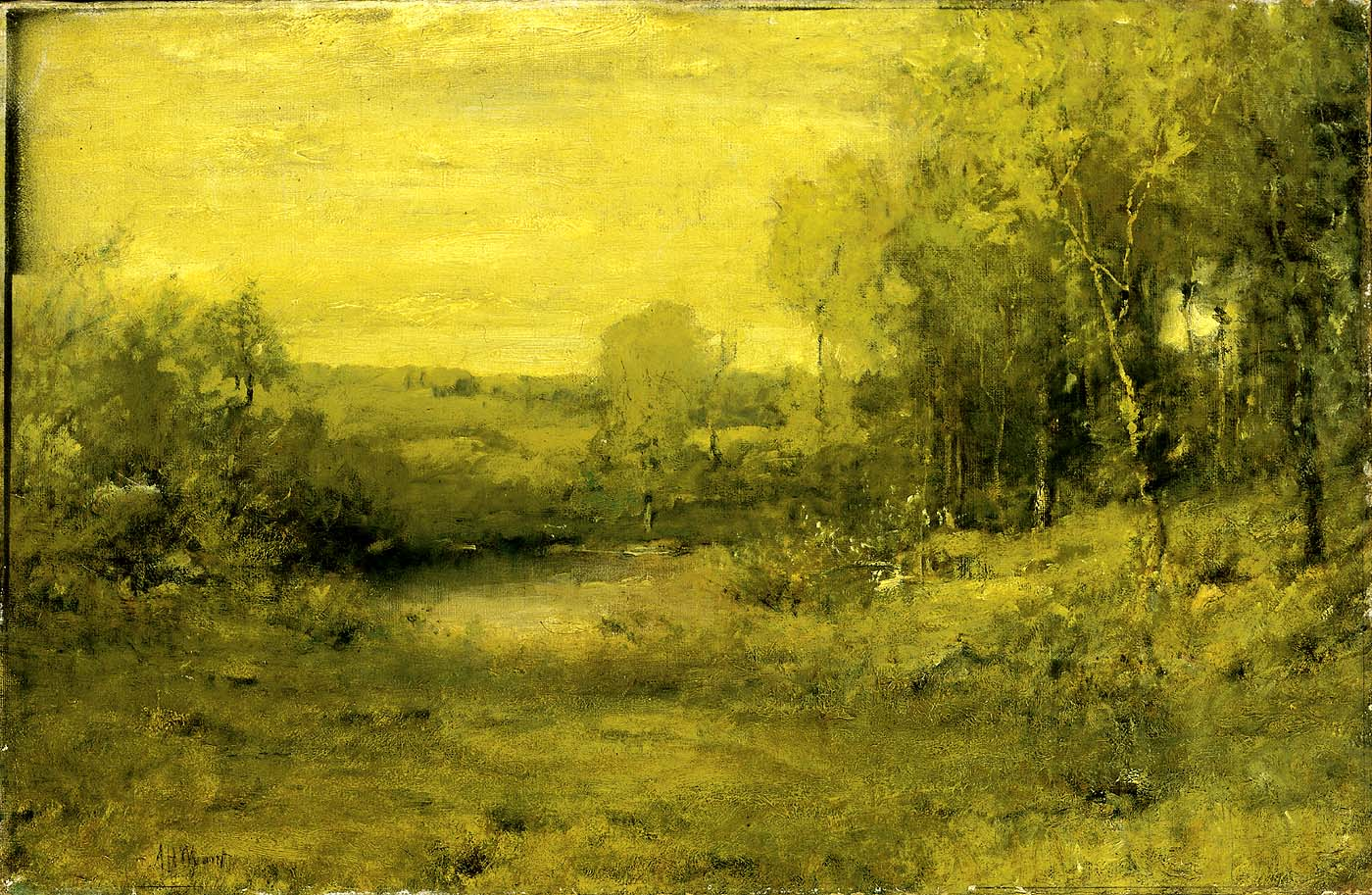
Spring, sans date, Smithsonian American Art Museum